# Type 3 Chi-Nu

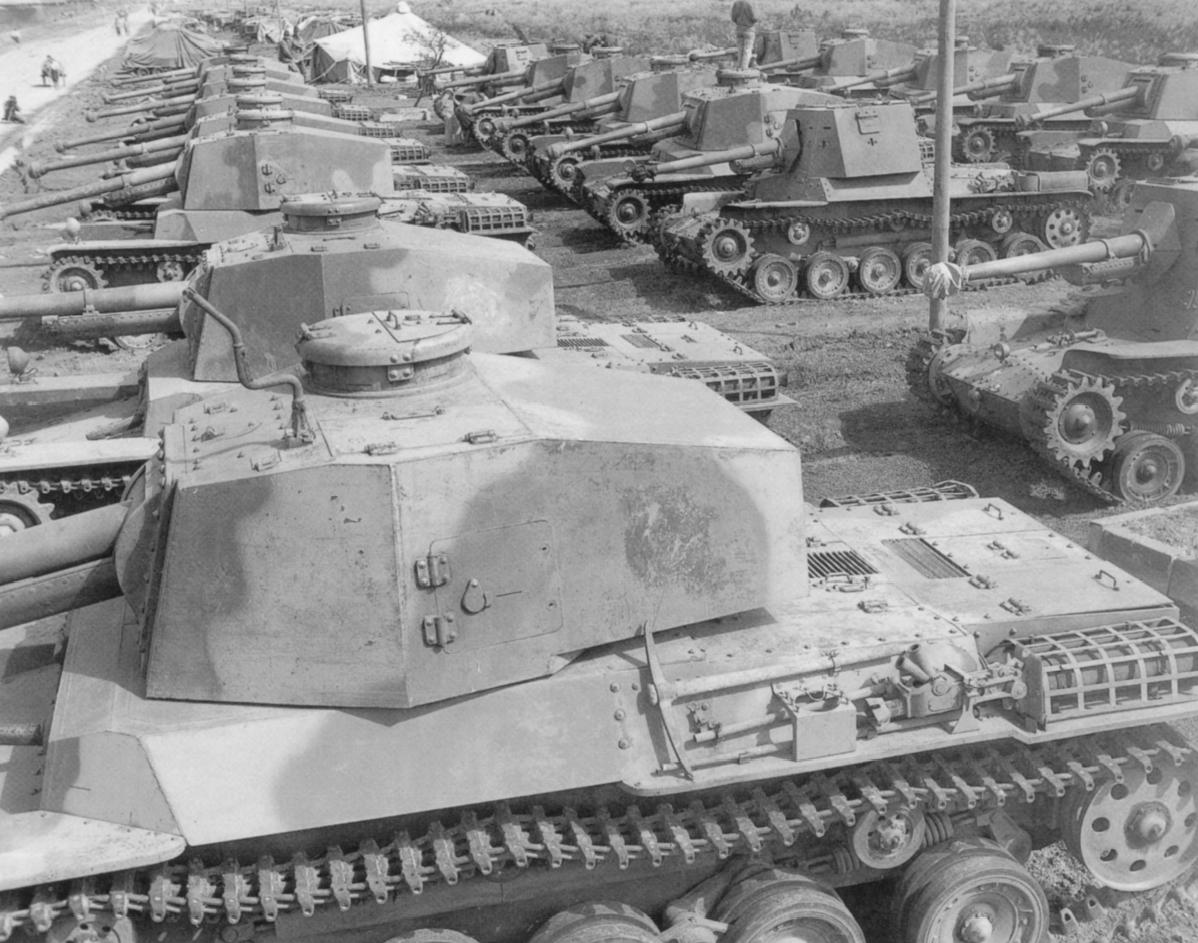
Sư đoàn thiết giáp 4 Nhật Bản với những chiếc xe tăng Chi-Nu Kiểu 3

Chi-Nu Kiểu 3 (三式中戦車 San-shiki chusensha?) là một mẫu cải tiến khác của xe tăng Chi-Ha Kiểu 97 thuộc dòng tăng hạng trung của Lục quân Đế quốc Nhật Bản trong Thế chiến thứ hai. Đây là một sản phẩm của công ty Mitsubishi và được đưa vào hoạt động cuối Thế chiến thứ hai.

## Lịch sử phát triển
Xe tăng hạng trung Chi-Nu Kiểu 3 được thiết kế để đối đầu với loại xe tăng M4 Sherman của Mĩ khi mà việc thiết kế xe tăng Chi-He Kiểu 1 vẫn chưa thành công. Trước đó, Lục quân Nhật Bản đã cho thiết kế Chi-To Kiểu 4 để đối đầu với M4 Sherman, nhưng chương trình này đã có vấn đề và phải tạm hoãn, buộc lòng phải có một kiểu xe tăng khác thay thế. Sự phát triển của Chi-Nu Kiểu 3 đã bắt đầu từ tháng 5 năm 1943 và kết thúc vào tháng 10. Tuy nhiên, đến năm 1943, xe tăng không còn được ưu tiên sản xuất tại Nhật nên Chi-Nu Kiểu 3 chỉ thực sự đi vào sản xuất từ năm 1944. Đây là thời điểm mà nước Nhật đang thiếu nguyên liệu trầm trọng cộng với các nhà máy công nghiệp luôn bị máy bay Mĩ ném bom tàn phá.
Tổng cộng 166 xe tăng kiểu này đã được sản xuất (55 chiếc năm 1944, 111 chiếc năm 1945). Chi-Nu Kiểu 3 là kiểu xe tăng cuối cùng được đưa vào hoạt động và nó tiếp tục được sản xuất cho đến cuối chiến tranh.

## Thiết kế
Chi-Nu Kiểu 3 có cấu trúc khung gầm và hệ thống giảm xóc giống như Kiểu 97 nhưng có tháp pháo lớn hơn với hình dáng sáu cạnh. Hỏa lực chính của kiểu xe tăng này là khẩu pháo Kiểu 3 75 mm, nòng súng dài 2,883m. Ngoài ra xe còn được trang bị một súng máy hạng nhẹ Kiểu 97 7,7 mm.
Pháo có góc bắn cao từ -10 đến +25 độ. Tốc độ viên đạn là 680 m/s và có thể xuyên giáp 90mm ở khoảng cách 100m và 65mm ở khoảng cách 1000m. Loại pháo Kiểu 3 dựa trên nền tảng là loại pháo dã chiến Kiểu 90 của Nhật, bản thân loại này cũng dựa trên sơn pháo 1919 75mm Schneider của Pháp.

## Lịch sử hoạt động
Chi-Nu kiểu 3 đã được đưa vào nhiệm vụ bảo vệ Nhật Bản trước cuộc đổ bộ của Đồng Minh. Đã có ít nhất 6 trung đoàn xe tăng được trang bị mẫu xe tăng này tại Kyūshū và Honshū, kể cả Sư đoàn thiết giáp số 1 và Sư đoàn thiết giáp số 4 đặt quanh Tokyo. Tuy nhiên, Đế quốc Nhật Bản đã đầu hàng Đồng Minh trước khi cuộc đổ bộ diễn ra nên kiểu xe tăng này đã chưa bao giờ được sử dụng trong chiến đấu.
Ngày nay, kiểu xe tăng này chỉ còn lại duy nhất một chiếc và nó được trưng bày tại một trường huấn luyện quân sự của Lực lượng Phòng vệ Nhật Bản tại Tsuchiura, Ibaraki, Nhật Bản.